# The Welcome Burglar
The Welcome Burglar er en amerikansk stumfilm fra 1909 af D. W. Griffith.

## Medvirkende
- Marion Leonard som Alice Pierce
- Harry Solter som Ben Harris
- Charles Inslee
- Linda Arvidson
- Edwin August